# Liste der Einträge im National Register of Historic Places im Montgomery County (Texas)
Die Liste der Registered Historic Places im Montgomery County führt alle Bauwerke und historischen Stätten im texanischen Montgomery County auf, die in das National Register of Historic Places aufgenommen wurden.

## Aktuelle Einträge
| Lfd. Nr. | Name im NRHP          | Bild | Datum der Eintragung | Adresse/Lage       | Ort        | NRHP-ID  | Beschreibung |
| -------- | --------------------- | ---- | -------------------- | ------------------ | ---------- | -------- | ------------ |
| 1        | Arnold-Simonton House |      | 11. Dez. 1979        | Rankin St.         | Montgomery | 79002996 |              |
| 2        | Kirbee Kiln Site      |      | 28. Aug. 1973        | Address Restricted | Montgomery | 73001970 |              |